# Augusto di Brunswick-Lüneburg
Augusto di Brunswick-Lüneburg, detto il Giovane (Dannenberg, 10 aprile 1579 – Wolfenbüttel, 17 settembre 1666), fu duca di Brunswick-Lüneburg.

## Biografia
Augusto era il settimo figlio di Enrico III di Brunswick-Lüneburg. Dopo complessi negoziati e grazie all'intervento dell'imperatore Ferdinando II d'Asburgo, venne stabilito che egli avrebbe ereditato il principato di Wolfenbüttel, il cui ultimo reggente era morto nel 1634. A causa della guerra dei trent'anni, egli non si mosse dalla propria residenza sino al 1644.
Istituì numerose e innovative iniziative di governo e fondò a Wolfenbüttel la Bibliotheca Augusta. Sotto lo pseudonimo di Gustavus Selenus, tradusse in tedesco un libro sulla Ritmomachia del matematico Francesco Barozzi, scrisse un libro sugli scacchi, Scacchi o il gioco del re (1616), e una crittografia, Cryptomenytices et cryptographiae libri IX (1624). Lo stesso suo pseudonimo è una referenza criptica al suo nome (Gustavus anagrammato con U=V da Augustus), mentre il cognome è tratto dalla divinità greca a cui veniva riferita la Luna (Luna=Lüneburg), Selene appunto. Quest'ultima opera è in gran parte basata sugli studi di Tritemio.
Gli successero i suoi tre figli, Rodolfo Augusto, Antonio Ulrico e Ferdinando Alberto.

## Matrimoni ed eredi
Augusto si sposò tre volte: 
- il primo matrimonio fu con Clara Maria di Pomerania;
- il secondo matrimonio fu con Dorotea di Anhalt-Zerbst (1607-1634), figlia di Rodolfo di Anhalt-Zerbst, da cui ebbe i seguenti figli che raggiunsero età adulta:
  - Rodolfo Augusto (1627 - 1704);
  - Sibilla Ursula (1629 - 1671), che sposò Cristiano di Schleswig-Holstein-Sonderburg-Glücksburg;
  - Clara Augusta (1632 - 1700), che sposò Federico di Württemberg-Neuenstadt;
  - Antonio Ulrico (1633 - 1714);
- il terzo matrimonio fu con Elisabetta Sofia di Meclemburgo, figlia di Giovanni Alberto II di Meclemburgo-Güstrow, da cui ebbe i seguenti figli che raggiunsero l'età adulta:
  - Ferdinando Alberto (1636 - 1687)
  - Maria Elisabetta (1638 - 1687), che sposo Adolfo Guglielmo di Sassonia-Eisenach.

## Ascendenza
|                                                    |                                               |                                                | Genitori                                              |  |  | Nonni |  |  | Bisnonni                                       |  |  | Trisnonni                                         |  |
|                                                    |                                               |                                                |                                                       |  |  |       |  |  | 8. Enrico I, XV principe di Brunswick-Lüneburg |  |  | 16. Ottone V, XIII principe di Brunswick-Lüneburg |  |
|                                                    |                                               |                                                |                                                       |  |  |       |  |  | 8. Enrico I, XV principe di Brunswick-Lüneburg |  |  | 16. Ottone V, XIII principe di Brunswick-Lüneburg |  |
|                                                    |                                               | 17. Anna di Nassau-Dillenburg                  |                                                       |  |  |       |  |  | 8. Enrico I, XV principe di Brunswick-Lüneburg |  |  |                                                   |  |
| 4. Ernesto I, XVI principe di Brunswick-Lüneburg   |                                               |                                                |                                                       |  |  |       |  |  | 8. Enrico I, XV principe di Brunswick-Lüneburg |  |  |                                                   |  |
|                                                    |                                               | 9. Margherita di Sassonia                      | 18. Ernesto, VIII principe elettore di Sassonia       |  |  |       |  |  |                                                |  |  |                                                   |  |
|                                                    |                                               | 9. Margherita di Sassonia                      | 18. Ernesto, VIII principe elettore di Sassonia       |  |  |       |  |  |                                                |  |  |                                                   |  |
|                                                    |                                               | 9. Margherita di Sassonia                      | 19. Elisabetta di Baviera                             |  |  |       |  |  |                                                |  |  |                                                   |  |
| 2. Enrico III, XVII principe di Brunswick-Lüneburg |                                               | 9. Margherita di Sassonia                      |                                                       |  |  |       |  |  |                                                |  |  |                                                   |  |
|                                                    |                                               | 10. Enrico V, VII duca di Meclemburgo-Schwerin | 20. Magnus II, VI duca di Meclemburgo-Schwerin        |  |  |       |  |  |                                                |  |  |                                                   |  |
|                                                    |                                               | 10. Enrico V, VII duca di Meclemburgo-Schwerin | 20. Magnus II, VI duca di Meclemburgo-Schwerin        |  |  |       |  |  |                                                |  |  |                                                   |  |
|                                                    |                                               | 10. Enrico V, VII duca di Meclemburgo-Schwerin | 21. Sofia di Pomerania-Wolgast                        |  |  |       |  |  |                                                |  |  |                                                   |  |
| 5. Sofia di Meclemburgo-Schwerin                   |                                               | 10. Enrico V, VII duca di Meclemburgo-Schwerin |                                                       |  |  |       |  |  |                                                |  |  |                                                   |  |
|                                                    |                                               | 11. Ursula di Brandeburgo                      | 22. Giovanni I, X principe elettore di Brandeburgo    |  |  |       |  |  |                                                |  |  |                                                   |  |
|                                                    |                                               | 11. Ursula di Brandeburgo                      | 22. Giovanni I, X principe elettore di Brandeburgo    |  |  |       |  |  |                                                |  |  |                                                   |  |
|                                                    |                                               | 11. Ursula di Brandeburgo                      | 23. Margherita di Sassonia                            |  |  |       |  |  |                                                |  |  |                                                   |  |
| 1. Augusto, XIX principe di Brunswick-Lüneburg     |                                               | 11. Ursula di Brandeburgo                      |                                                       |  |  |       |  |  |                                                |  |  |                                                   |  |
|                                                    | 12. Magnus I, VIII duca di Sassonia-Lauenburg | 24. Giovanni V, VII duca di Sassonia-Lauenburg |                                                       |  |  |       |  |  |                                                |  |  |                                                   |  |
|                                                    | 12. Magnus I, VIII duca di Sassonia-Lauenburg | 24. Giovanni V, VII duca di Sassonia-Lauenburg |                                                       |  |  |       |  |  |                                                |  |  |                                                   |  |
|                                                    | 12. Magnus I, VIII duca di Sassonia-Lauenburg | 25. Dorotea di Brandeburgo                     |                                                       |  |  |       |  |  |                                                |  |  |                                                   |  |
| 6. Francesco I, IX duca di Sassonia-Lauenburg      | 12. Magnus I, VIII duca di Sassonia-Lauenburg |                                                |                                                       |  |  |       |  |  |                                                |  |  |                                                   |  |
|                                                    |                                               | 13. Caterina di Brunswick-Wolfenbüttel         | 26. Enrico IV, XII principe di Brunswick-Wolfenbüttel |  |  |       |  |  |                                                |  |  |                                                   |  |
|                                                    |                                               | 13. Caterina di Brunswick-Wolfenbüttel         | 26. Enrico IV, XII principe di Brunswick-Wolfenbüttel |  |  |       |  |  |                                                |  |  |                                                   |  |
|                                                    |                                               | 13. Caterina di Brunswick-Wolfenbüttel         | 27. Caterina di Pomerania-Wolgast                     |  |  |       |  |  |                                                |  |  |                                                   |  |
| 3. Ursula di Sassonia-Lauenburg                    |                                               | 13. Caterina di Brunswick-Wolfenbüttel         |                                                       |  |  |       |  |  |                                                |  |  |                                                   |  |
|                                                    |                                               | 14. Enrico IV, X duca di Sassonia              | 28. Alberto III, VII duca di Sassonia                 |  |  |       |  |  |                                                |  |  |                                                   |  |
|                                                    |                                               | 14. Enrico IV, X duca di Sassonia              | 28. Alberto III, VII duca di Sassonia                 |  |  |       |  |  |                                                |  |  |                                                   |  |
|                                                    |                                               | 14. Enrico IV, X duca di Sassonia              | 29. Sidonia di Boemia                                 |  |  |       |  |  |                                                |  |  |                                                   |  |
| 7. Sibilla di Sassonia                             |                                               | 14. Enrico IV, X duca di Sassonia              |                                                       |  |  |       |  |  |                                                |  |  |                                                   |  |
|                                                    |                                               | 15. Caterina di Meclemburgo-Schwerin           | 30. Magnus II, VI duca di Meclemburgo-Schwerin (= 20) |  |  |       |  |  |                                                |  |  |                                                   |  |
|                                                    |                                               | 15. Caterina di Meclemburgo-Schwerin           | 30. Magnus II, VI duca di Meclemburgo-Schwerin (= 20) |  |  |       |  |  |                                                |  |  |                                                   |  |
|                                                    |                                               | 15. Caterina di Meclemburgo-Schwerin           | 31. Sofia di Pomerania-Wolgast (= 21)                 |  |  |       |  |  |                                                |  |  |                                                   |  |
|                                                    |                                               | 15. Caterina di Meclemburgo-Schwerin           |                                                       |  |  |       |  |  |                                                |  |  |                                                   |  |